# 로버트 1세
로버트 1세 브루스(중세 아일랜드어: Roibert I a Briuis, 스코틀랜드 게일어: Raibeart I Bruis, 영어: Robert I Bruce, 라틴어: Robertus Brussius, 1274년 7월 11일 ~ 1329년 6월 7일)는 스코트인의 왕으로 1306년 왕위에 올라 23년간의 재위기간 동안 스코틀랜드 왕국을 다스렸다.
스코틀랜드 독립의 열렬한 지도자이자 윌리엄 월리스의 동시대로 알려지면서 스코틀랜드의 가장 사랑 받은 국민적 영웅들 중의 하나로 남아있는 로버트 1세는 14세기 초 제1차 스코틀랜드 독립 전쟁을 이끌었으며, 1314년 6월 23일 배넉번 전투를 지휘하여 에드워드 2세가 이끄는 잉글랜드군의 침공을 막아 내었다. 현재 스코틀랜드의 사실상 국가인 스코틀랜드의 꽃의 가사는 이 배넉번 전투를 다루고 있다.

## 초기 생애와 가족
앵글로-노르만 가족에게 태어난 로버트는 왕족에게 낯선 사람이 아니었다.  그의 부친 로버트 더 브루스는 제6대 애넌데일 영주이자 데이비드 1세 즉 다비드 막 밀 콜룸의 증손자였다.  그의 모친 마저리는 캐릭 백작 부인으로 아일랜드 국왕 브리안 보루마의 후손이었다.  그의 누이 이자벨은 로버트가 스코트인의 왕위에 오르기 훨씬 전 에이리크 2세에게 결혼하면서 노르웨이의 여왕이 되었다.
동명인 로버트의 조부는 제5대 애넌데일 백작이었다.  1209년의 가을, 스코트인의 왕위로 7살 짜리 상속녀였던 마르그레트 에이릭스도티르가 바다에서 사망하였다.  그녀의 사망은 누가 왕위에 계승해야 하는지에 대한 논쟁의 소용돌이를 일으켰고 제5대 애넌데일 백작은 청구인들 중의 하나였다.
자신의 아들 로버트 6세의 원조와 함께 로버트 5세는 1290년과 1292년 사이의 기간 동안 스코틀랜드의 남서부에서 여러 요새들을 점령하였다.  자연히 어린 로버트는 왕위로 조부의 청구를 지지하였으나 최후적으로 존 발리올에게 국왕의 역할이 주어졌다.

## 윌리엄 월리스와 연관성
잉글랜드의 에드워드 1세는 스코트인의 망치로 알려졌고, 자신의 군림 동안 스코틀랜드를 봉건제의 조공국으로 바꾸는 데 부지런히 일하였다.  자연적으로 이 일은 스코트인들과 잘 맞지 않았고 곧 에드워드는 자신이 봉기와 반란과 처리해야 할 일을 발견하였다.  윌리엄 월리스는 에드워드를 상대로 반란을 일으켰고 로버트는 가입하여 스코틀랜드가 잉글랜드의 독립을 유지하는 데 필요했다는 것을 믿었다.
1297년 9월 스털링 다리 전투는 잉글랜드군들에게는 엄청난 타격이었다.  얼마 지나지 않아 브루스 가족의 대지들은 반란에서 가족의 역할에 보복으로 에드워드의 군사들에 의하여 약탈되었다.
1298년 로버트는 스코틀랜드의 수호자들 중의 하나로서 월리스를 계승하였다.  그는 국가의 왕위를 위하여 자신의 주요 경쟁자가 되었던 존 코민과 함께 봉사하였다.  코민과 갈등이 심화되었을 때 로버트는 겨우 2년 후에 자신의 의석을 사임하였다.  추가로 1296년 존 발리올이 자신의 퇴위에 불구하고 국왕으로서 복귀될 것이라는 소문들이 났다.
대신 스코틀랜드는 군주 없이, 그리고 월리스가 사로 잡혀 고문을 당하고 처형된지 1년 후인 1306년까지 국가의 수호자들의 수호 아래 기능했다.

## 왕좌에 상승

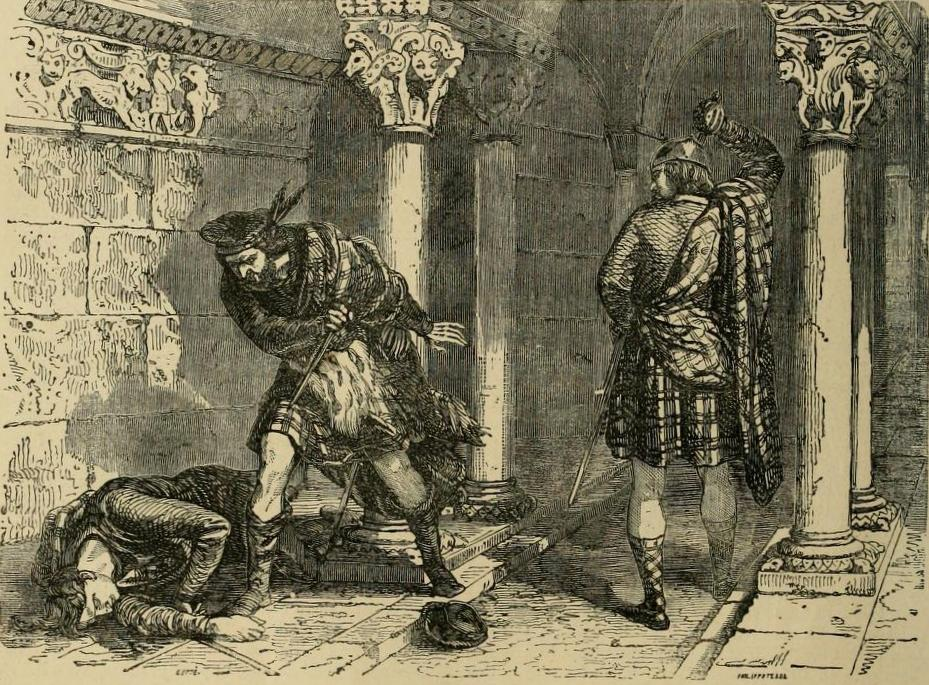
존 코민의 살해 사건

1306년 초순에 스코틀랜의 미래를 만들 2개의 매우 중요한 이벤트들이 일어났다.  2월에 존 코민과 로버트 사이에 극도로 악화되었다.  논쟁 중에 로버트는 덤프리스에 있는 교회에서 코민을 칼로 찔러 살해하였다.  코민의 사망 소식이 에드워드 1세에게 도달했을 때 근 분노하였고 코민은 국왕과 먼 친척이었고 에드워드는 이사건을 반대 의견을 조장하는 데 의도적인 음모로 보았다.  코민의 아들 존 4세는 자신의 안전을 위하여 잉글랜드로 즉시 옮겨졌고 에드워드의 자녀들을 키우고 있었던 귀족의 보살핌을 받게 되었다.
겨우 몇주 후 3월의 시작에 로버트의 부친 제6대 애넌데일 백작이 사망하였다.  이제 부친이 사망하고 코민 또한 길에서 벗어나면서 로버트는 스코틀랜드 왕좌로 주요 청구인이었다.  그는 권력을 잡기 위해 빠르게 움직였다.
3월 25일 로버트는 왕으로 즉위했으나 에드워드의 군대에 의한 공격이 그를 국가의 외부로 밀어냈다.  1년간 로버트는 아일랜드에서 숨어있었고 자신의 충성스러운 군대를 양성하여 1307년 스코틀랜드로 귀국하였다.  에드워드의 군대를 싸우는 것에 추가로 그는 스코틀랜드를 다스리는 데 잉글랜드 국왕의 주장을 지지했던 스코틀랜드 귀족들의 대지를 황폐화시켰다.  1309년 로버트 1세 브루스는 자신의 첫 국회를 열었다.

## 배넉번 전투와 국경 급습

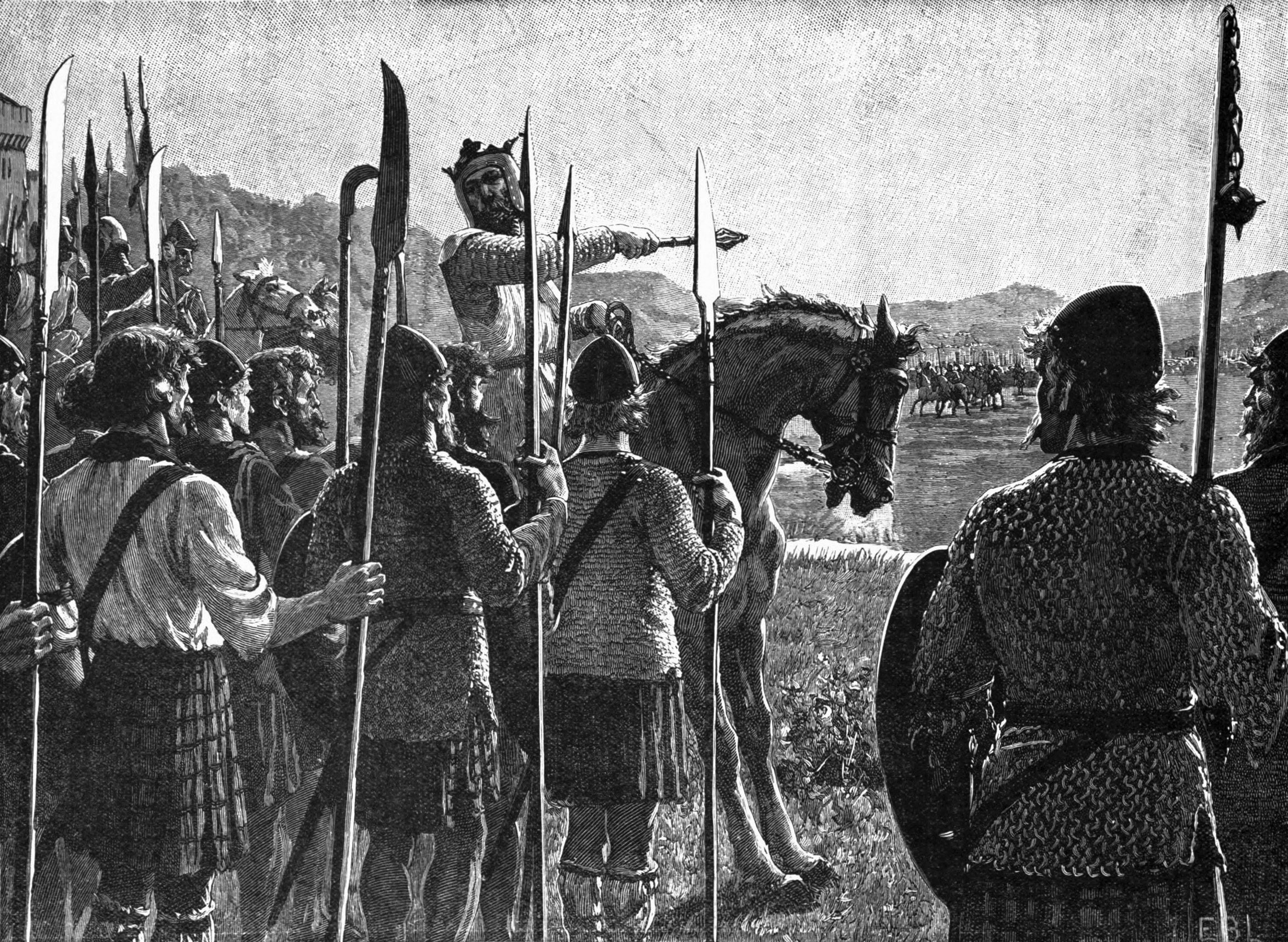
배넉번 전투에서 자신의 군대에게 연설하는 로버트 1세

다음 몇년간 로버트는 지속적으로 잉글랜드군을 상대로 싸웠고 스코틀랜드의 대지의 거의를 재청구할 수 있었다.  아마도 그의 가장 유명한 승리는 1314년의 여름 배넉번 전투에서 일어났을 것이다.  그해 봄, 로버트의 동생 에드워드가 스털링성을 포위 공격하였고 에드워드 2세는 이제 북부로 이동하여 스털링을 되찾을 시간이었다고 결정하였다.  이러한 계획들을 들은 로버트는 자신의 군대를 모아 배넉번을 둘러싼 습지대 위로 이동하여 스털링을 재청구하는 것으로부터 잉글랜드군을 막으려고 했다.
스코틀랜드군은 추산에 따르면 5천에서 1만명의 남성과 함께 잉글랜드군에 두배 이상 큰 크기에 비해 수적으로 완전히 열세였다.  하지만 큰 수에 불구하고 잉글랜드군은 스코틀랜드군의 어떠한 저항도 겪을 것으로 예상하지 않아 로버트의 창병들이 숲이 우거진 언덕에서 공격하자 그들은 습지의 좁고 낮은 지역에서 완전히 놀랐다.  잉글랜드의 화살병들이 행진대대의 맨 뒤쪽에 있으면서 기병대은 급속히 파괴되었으며 군대는 후퇴하였다.  에드워드 2세는 간신히 목숨을 건졌다고 한다.
배넉번에서 승리에 이어 로버트는 잉글랜드에 자신의 공격들에 더욱 대담해졌다.  더 이상 스코틀랜드를 방어하기 위해 기다리는 것에 만족하지 않았던 그는 요크셔로 들어가는 것은 물론 북부 잉글랜드의 지방들 국경으로 침입을 지도하였다.
1315년까지 그는 게일릭 아일랜드의 3개 왕국들 중의 하나인 타이론의 국왕 도널 오닐의 요청에 아일랜드에서 잉글랜드군을 공격하였다.  1년 후, 로버트의 동생 에드워드가 아르드리로 즉위하여 일시적으로 아일랜드와 스코틀랜드 사이에 유대를 굳혔다.  로버트는 몇년간 양국 사이에 동맹을 맺으려고 시도했으나 아일랜드인들이 스코틀랜드의 점유권을 잉글랜드의 것과 다르지 않다고 생각하면서 결국적으로 무너졌다.

## 아브로스 선언
1320년 로버트는 군사력보다 외교가 스코틀랜드의 독립을 주장하는 실행 가능한 방법일 것이라고 결정하였다.  이후에 미국 독립 선언을 위하여 서식으로 사용된 "아브로스 선언"은 교황 요한 22세에게 보내졌다.  문서는 스코틀랜드가 독립 국가로 숙고되야할 전체의 이유들을 설명하였다.  에드워드 2세에 의하여 국민들에 가해진 잔혹 행위를 자세히 설명하는 것에 추가로 선언은 로버트 1세 브루스가 잉글랜드의 지배로부터 국가를 구했어도 만약 그가 통치할 자격이 없게 되었다면 귀족제가 그를 대체하는 데 망설이지 않았을 것이라고 구체적으로 말했다.
선언의 결과들중의 하나는 1306년 로버트가 존 코민을 살해했던 이래 이미 시행 중이었던 그의 파문을 해제했던 것이었다.  아브로스 선언이 50명 이상의 스코틀랜드의 귀족과 고위 인사들에 의하여 봉인된지 약 8년 후, 에드워드 2세의 14세 아들 에드워드 3세가 에든버러-노샘프턴 조약을 맺었다.  이 조약은 잉글랜드와 스코틀랜드 사이에 평화를 선언하였고 로버트 1세 브루스를 스코틀랜드의 합법적인 국왕으로 인정했다.

## 사망과 유산

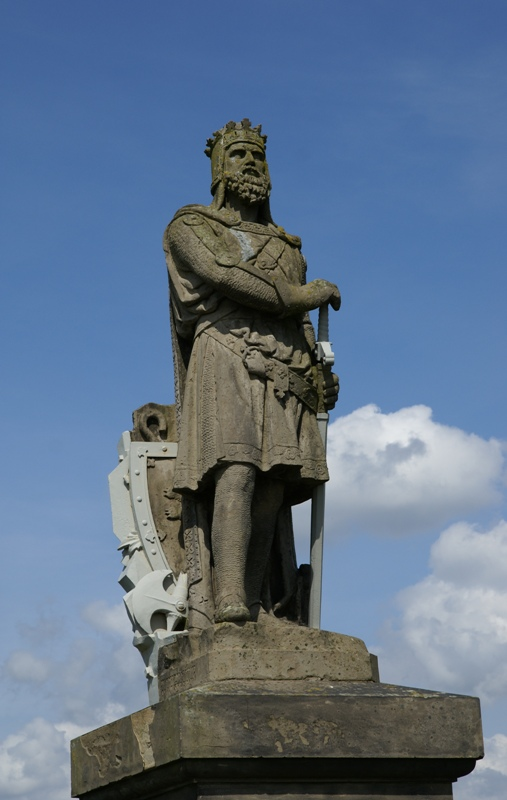
스털링성 외부에 세워진 로버트 1세의 동상

2년간 장기적 질병 후, 로버트 브루스는 54세의 나이에 사망하였다.  그의 사망이 나병이었다는 추측이 있었지만 그가 그 질병을 앓고 있었다는 증거는 없다.  웨스턴 대학교의 인류학 교수 앤드루 넬슨은 2016년 로버트의 해골과 발가락뼈를 연구하여 다음과 같은 결론을 내렸다 -
건강한 사람에 전방 코가시는 눈물방울 모양이며, 나병과 함께 한 사람에 그 구조는 침식되어 거의 원형이다.  로버트 국왕의 코가시는 눈물방울 모양이다... 마치 연필 깎이에 넣은 것처럼 나병과 함께 한 사람에 발로부터 발허리뼈의 끝이 지적될 것이다.  이 뼈는 "연필화"의 흔적이 보이지 않는다.
사후, 로버트의 심장은 제거되어 록스버러셔에 있는 멜로즈 사원에 안장되었다.  그의 시신의 나머지는 방부 처리되어 파이프에 있는 던펌린 사원에 안치되었으나 1818년 건설 노동자들이 작은 상자를 찾았을 때까지 발견되지 않았다.  스털링을 포함한 몇몇의 스코틀랜드의 도시들에 그의 영예에 동상들이 존재한다.

## 같이 보기
- 대명분
- 데이비드 2세 (스코틀랜드)
- 영국의 군주 목록
- 스코트인의 왕
- 브루스씨